# تومبسون تشان تام صن
تومبسون تشان تام صن ، من مواليد 8 مايو 1941، حكم كرة قدم دولي سابق من هونغ كونغ.
حكم في بطولة كأس العالم لكرة القدم 1982.
و قد حكم في كأس الخليج 1982، وقد أدار مباراة منتخب الإمارات لكرة القدم ومنتخب قطر لكرة القدم في 19 مارس 1982، وقد أدار مباراة منتخب البحرين لكرة القدم ومنتخب الإمارات لكرة القدم في 27 مارس 1982.

## وصلات خارجية
- تومبسون تشان تام صن على موقع Soccerway.com (الإنجليزية)